# Gyeongbokgung (metropolitana di Seul)
Gyeongbokgung (경복궁역 - 景福宮驛, Gyeongbokgung-yeok) è una stazione della metropolitana di Seul servita dalla linea 3 della metropolitana di Seul. Si trova al centro della città nel quartiere di Jongno-gu, e nelle vicinanze sono presenti molti luoghi di interesse del centro storico della città, come il Gyeongbokgung, il più maestoso dei cinque palazzi di Seul, la sede centrale della polizia sudcoreana e gli uffici del governo centrale. La stazione è decorata con alcuni bassorilievi tradizionali coreani.

## Linee
Seoul Metro
● Linea 3 (Codice: 327)

## Struttura
La fermata della linea 3 è costituita da una banchina centrale con due binari passanti protetti da porte di banchina.
| Direzione Daehwa | ● Linea 3 | per Gupabal, Daegok e Daehwa                            |
| Direzione Ogeum  | ● Linea 3 | per Jongno 3-ga, Gosok-Terminal, Yangjae, Suseo e Ogeum |

## Stazioni adiacenti
| «          | Servizio | »       |
| Linea 3    | Linea 3  | Linea 3 |
| ---------- | -------- | ------- |
| Dongnimmun | -        | Anguk   |